# Imao Keinen

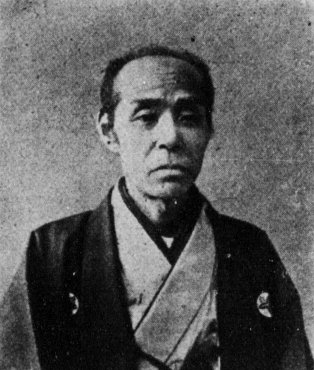
Imao Keinen

Imao Keinen (japanisch 今尾 景年; * 13. September 1845 in Kyōto; † 5. Oktober 1924) war ein japanischer Maler der Meiji- und Taishō-Zeit.

## Leben und Werk
Imao Keinen wurde als dritter Sohn des Imao Inosuke (今尾 猪助) geboren. Die Familie betrieb ein Geschäft mit dem Namen Iseya (伊勢谷) und stand in freundschaftlicher Verbindung zum Kleidergeschäft der Mitsui-Familie. Zunächst hatte Keinen Vorzeichnungen für eine Art Schablonendruck auf Textilien, für das Yūsen-some entworfen. Mit 11 Jahren wurde er Schüler des Ukiyo-e-Künstlers Umegawa Tōkyo (梅川東居), der seinerseits bei Umegawa Tōnan (梅川東南) gelernt hatte, der sich anscheinend mit dem Kupferstich befasst hatte. Drei Jahre später bildete Keinen sich unter Suzuki Hyakunen (1828–1891) weiter, der ihm den Stil der Maruyama-Shijō-Schule vermittelte. Keinen übernahm dann das nen von Hyakunen und das kei von dem von ihm verehrten Matsumura Keibun.
Keinen setzte sich mit verschiedenen Stilrichtungen auseinander, befasste sich dann vor allem mit dem klassischen Blumen-und-Vögel-Thema (花鳥画, Kachō-ga), wobei er sich zum führenden Vertreter der eher konservativen Malerei entwickelte. 1895 wurde sein Bild Yabakei „耶馬渓図“ auf der 4. „Ausstellung zur Förderung des inländischen Handels und der Industrie“ (内国勧業博覧会, Kokunai kangyō hakurankai) ausgezeichnet.
Zusammen mit Suzuki Shōnen (鈴木松年; 1848–1918), Sohn Hyakunens, nahm Keinen eine führende Position in Künstlerkreisen Kyōtos ein. 1895 war er Mitbegründer der „如雲社“ (Nyounsha), der späteren „京都後素協会“ (Kyōto kōso kyōkai), deren Vorsitzender er wurde. 1919 wurde er Mitglied der Kaiserlichen Akademie der Künste (帝国術術院, Teikoku Geijutsuin). 1891 erschienen vier Bände mit dem Titel „景年花鳥画譜“ (Keinen kachō gafu, Bildersammlung von Blumen und Vögeln des Keinen). Keinen war auch auf der Weltausstellung Paris 1889 und der World’s Columbian Exposition in Chicago 1893 zu sehen.
Beispielhafte Werke sind neben dem erwähnten Yabakei „鷲猿図“ (Shūen, Adler und Affe), „松間龍月図“ (Shōkan ryūgetsu), „遊鯉図“ (Yūri zu, Spielende Karpfen) und „蓮池遊亀図“ (Renchi yūki, Spielende Schildkröten im Lotusteich).

## Bilder

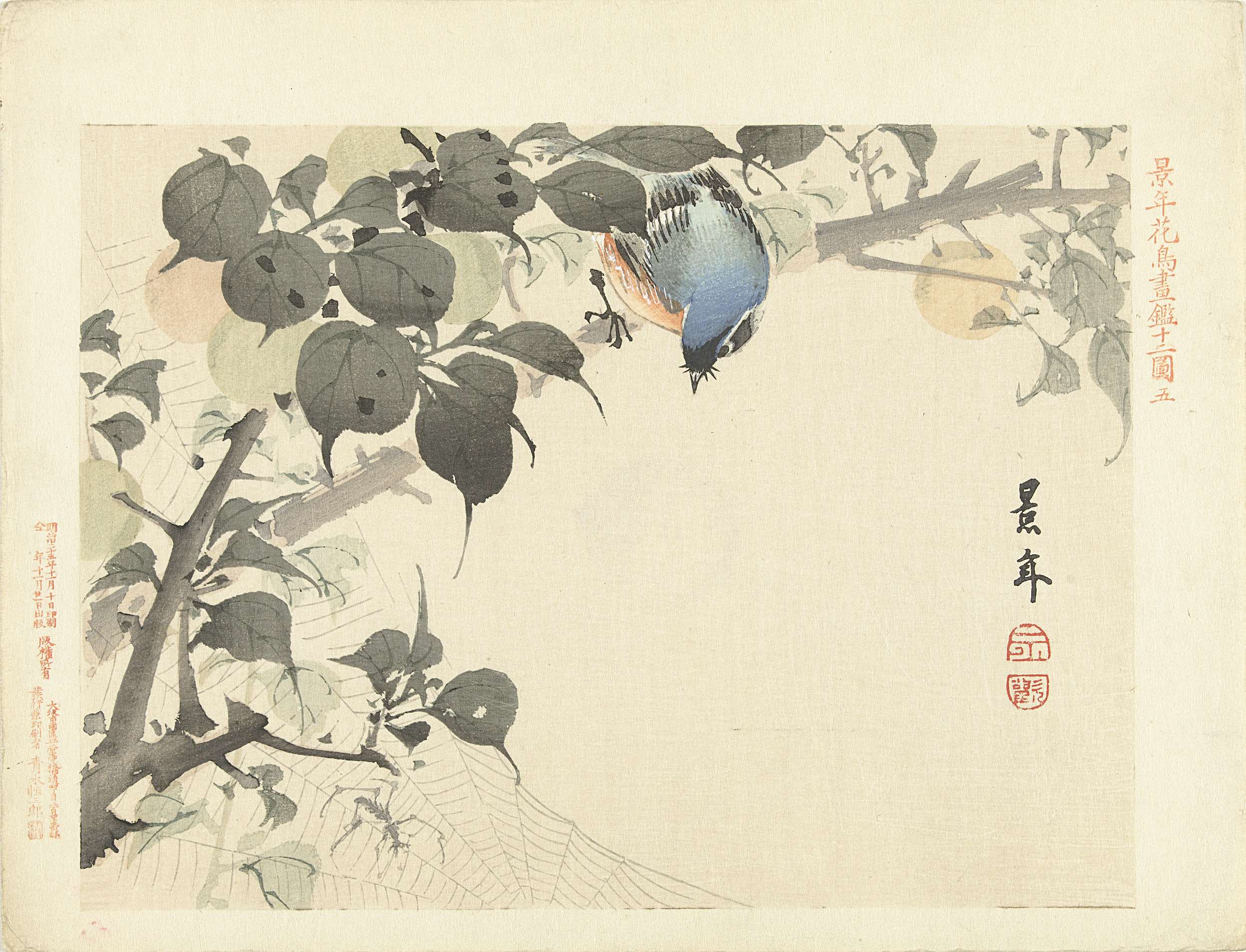
Aus dem Druckwerk
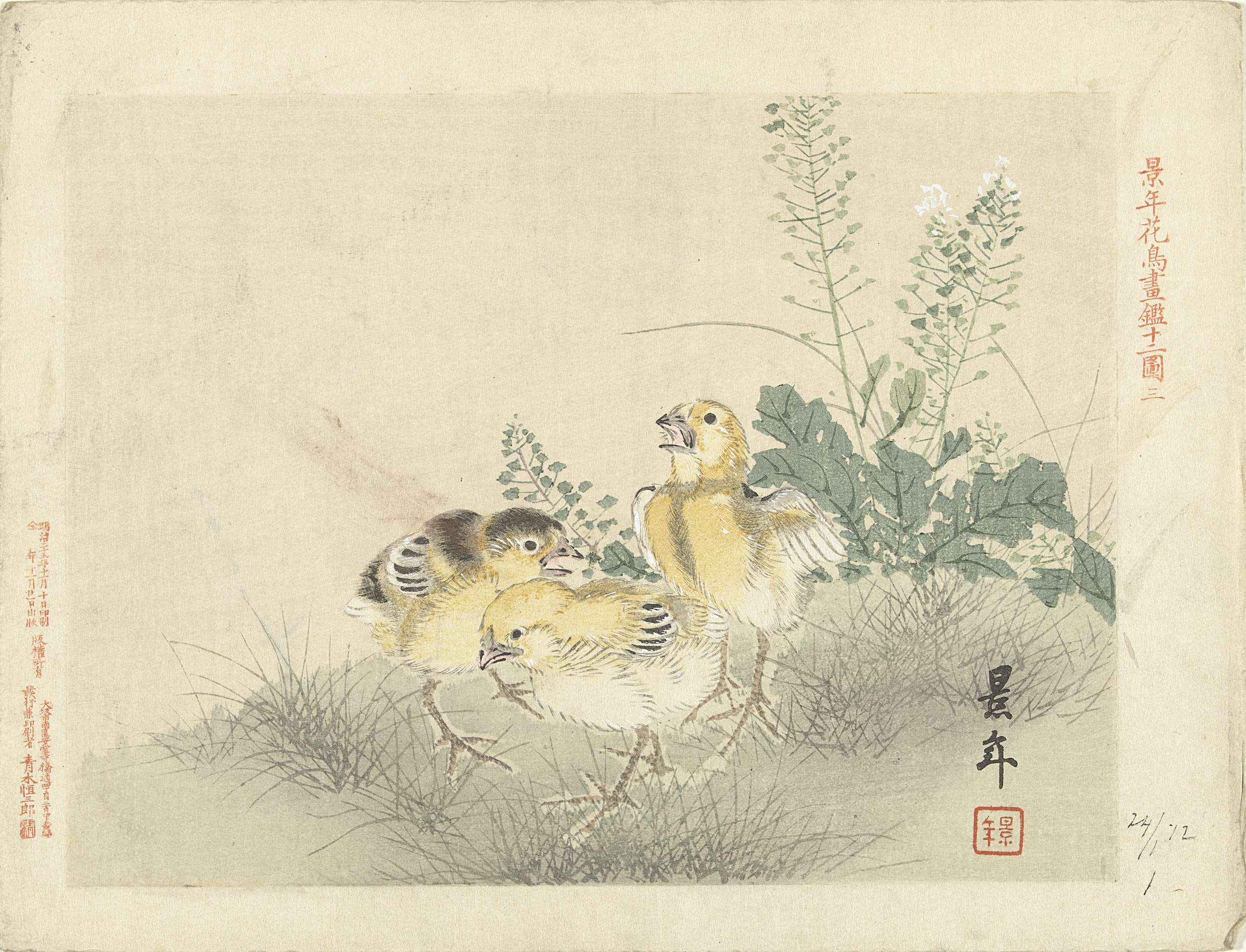
Aus dem Druckwerk
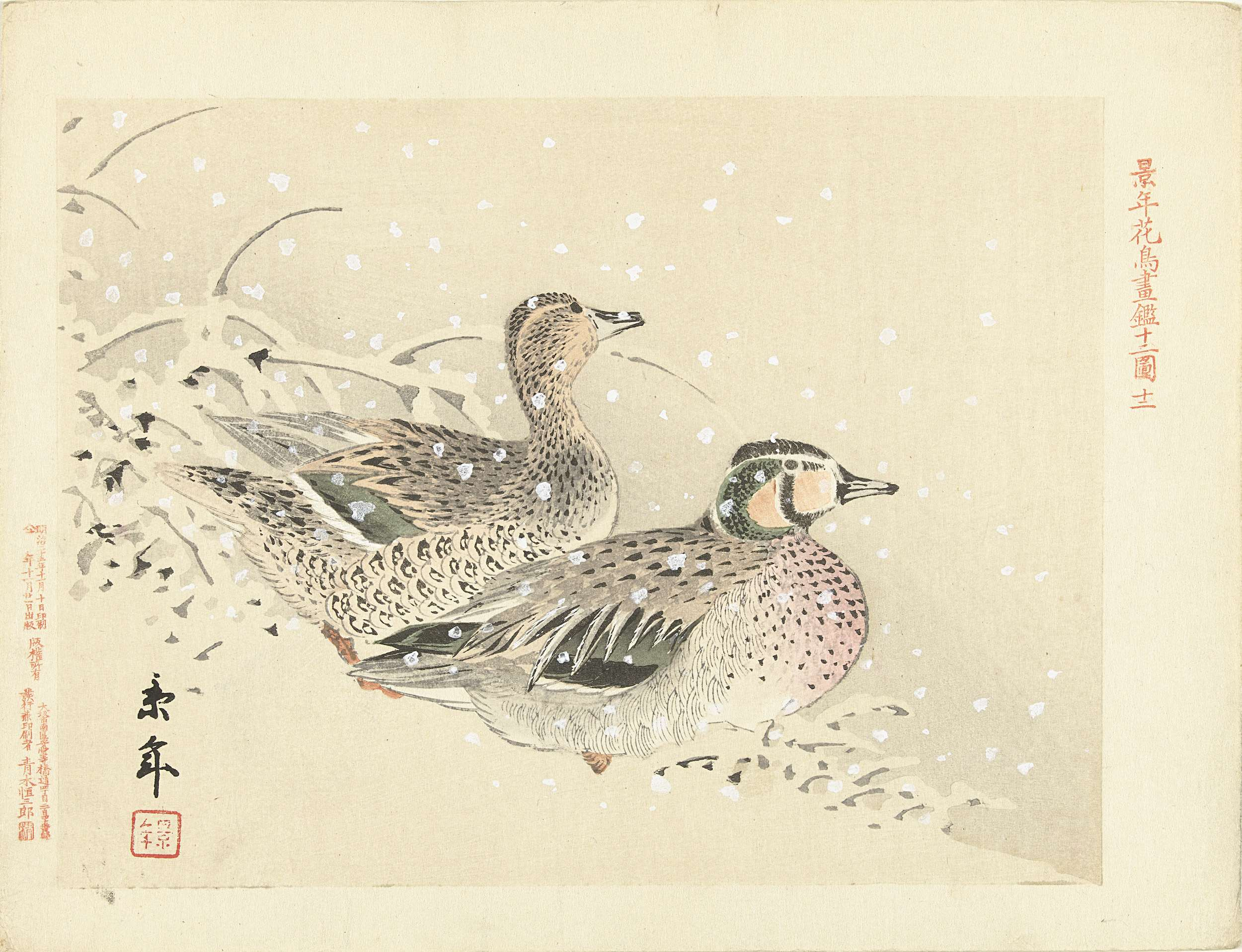
Aus dem Druckwerk
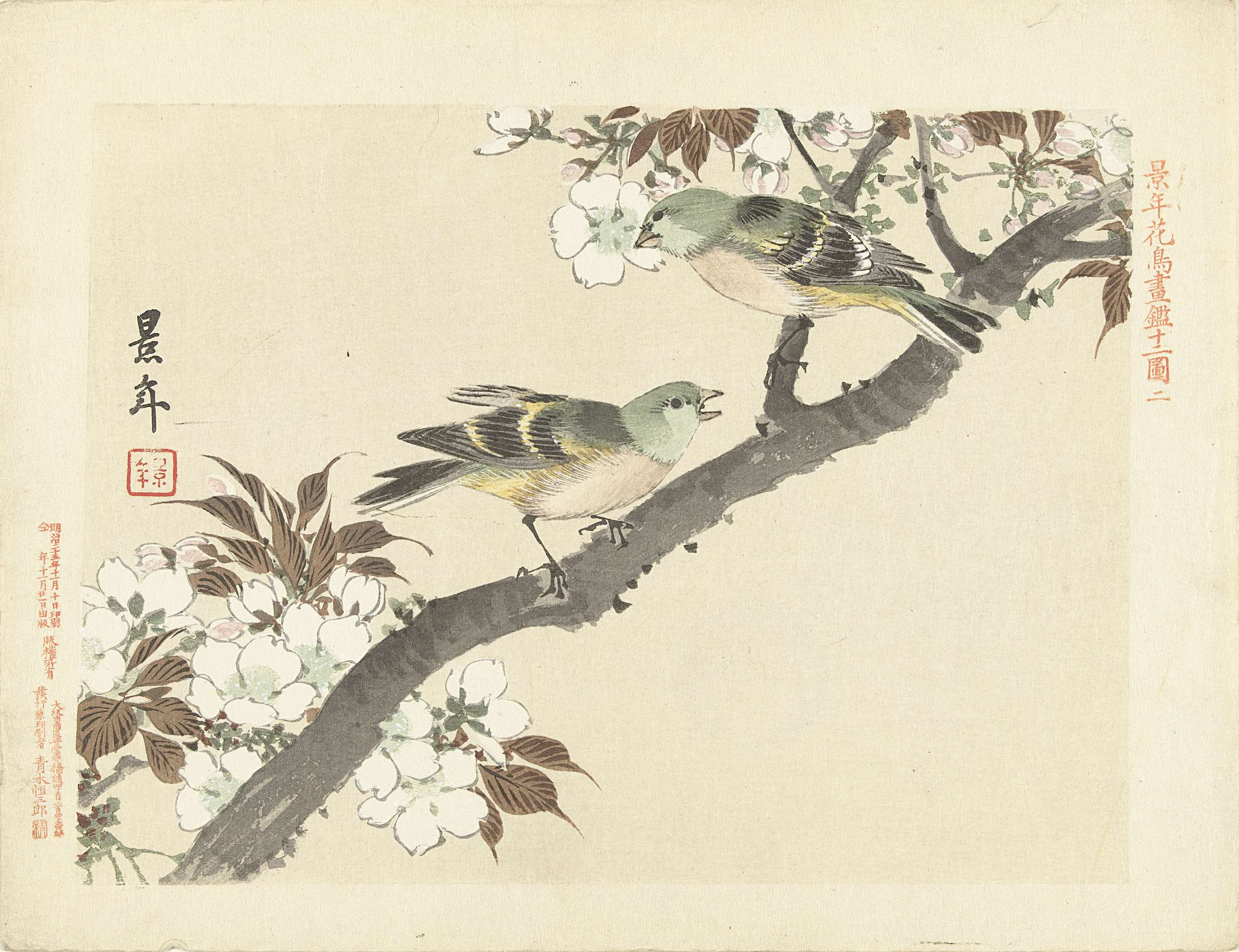
Aus dem Druckwerk
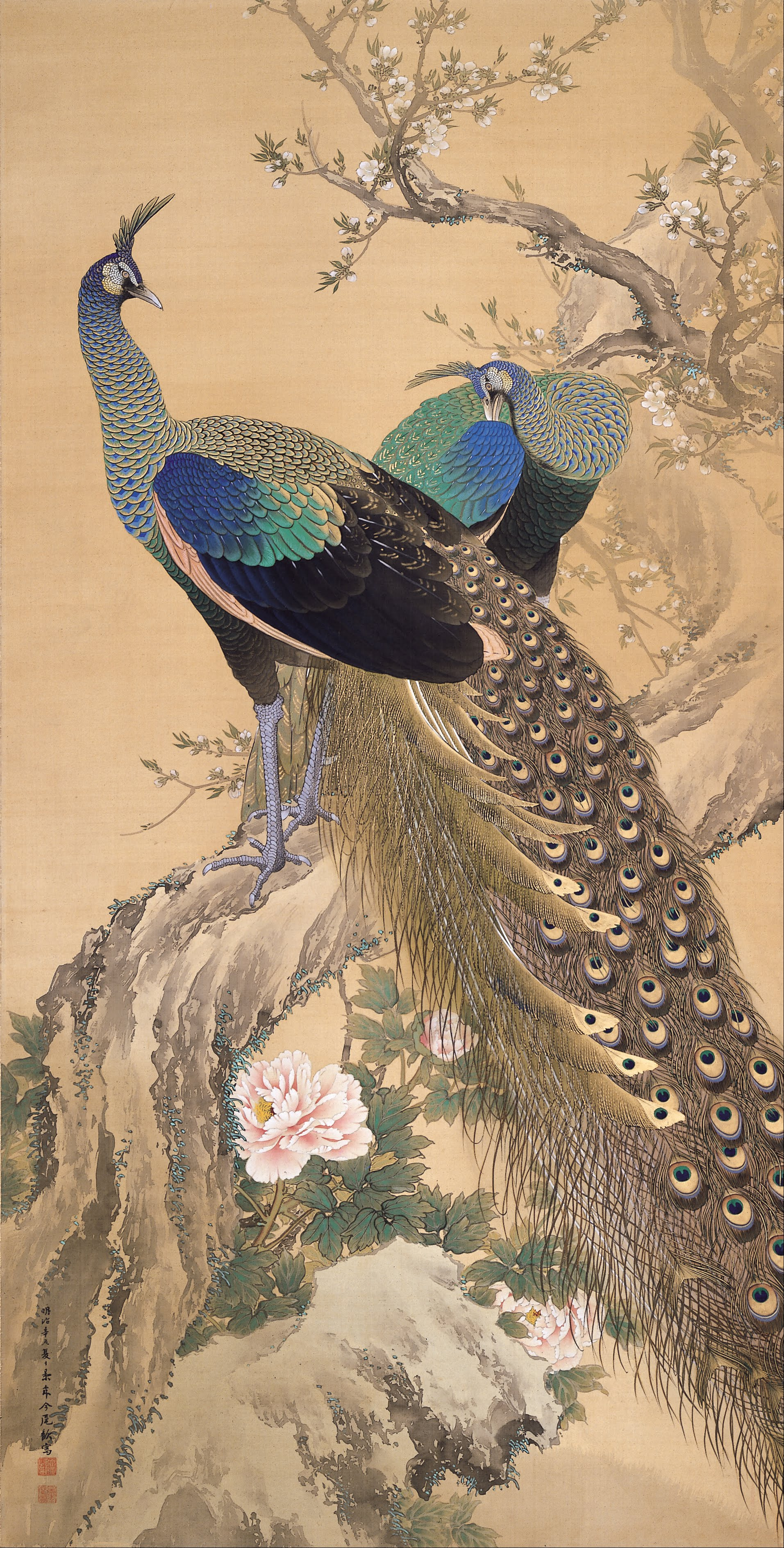
Pfauen im Frühling
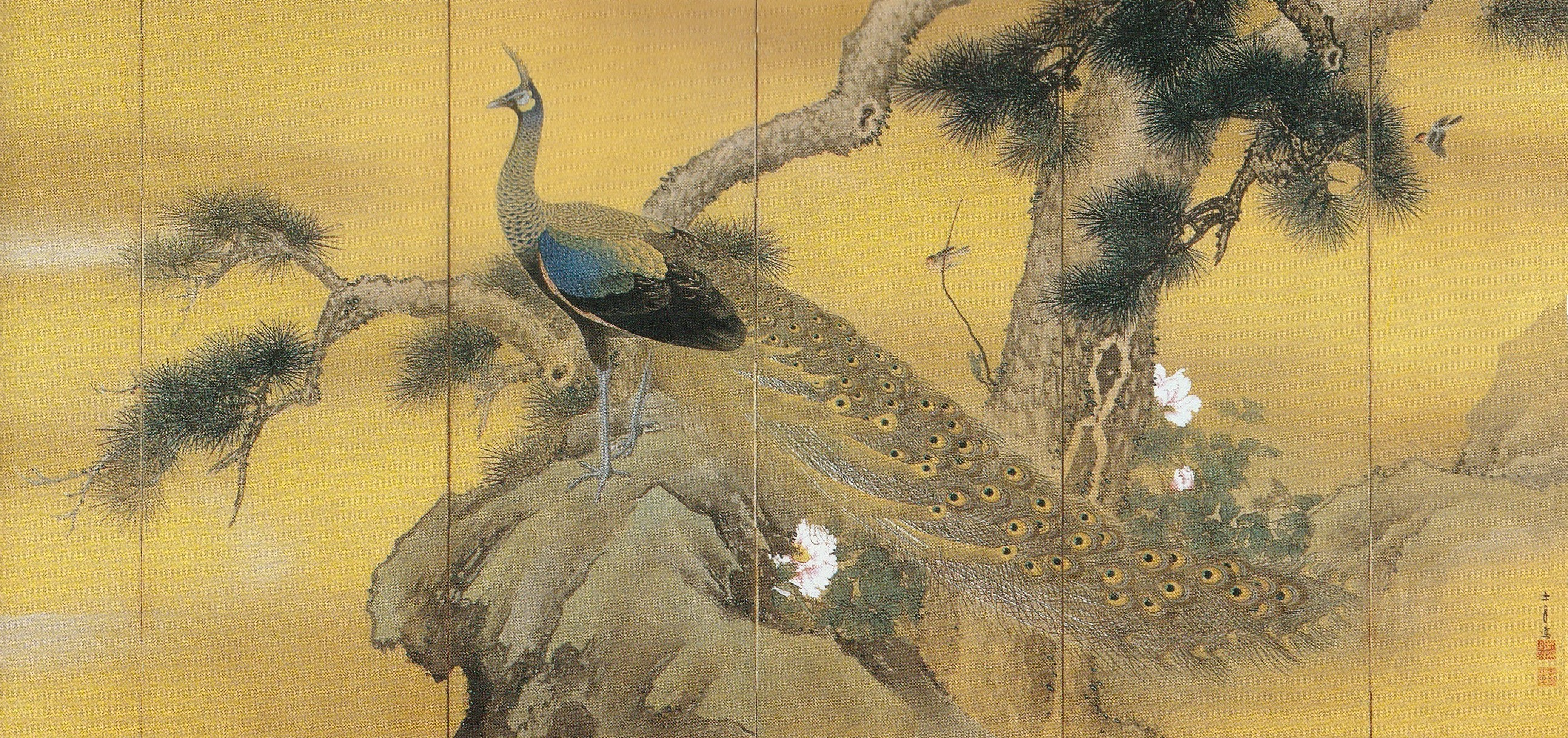
Kiefern und Pfauen, rechter Stellschirm

1. ↑  Im Besitz des Adachi-Kunstmuseums.
2. ↑  Im Besitz des MOA-Kunstmuseums.